# Taeniosea gentilis
Taeniosea gentilis là một loài bướm đêm trong họ Noctuidae.